# Реплантация
Реплантация (лат. replantare вновь сажать, пересаживать) — хирургическое приживление отделённой от организма конечности или её части, противоположна ампутации. В настоящее время успешно выполнены реплантации пальцев, кисти руки, предплечья, руки, ноги, уха, скальпированной кожи головы, лица, губ, мужского полового члена и языка.
Разработаны так называемые стерильные «ампутат-сумки», в которых обеспечивается сухое, прохладное и стерильное сохранение ампутированного органа в ожидании реплантации. Части тела без основных мышц, такие как пальцы, могут сохраняться в течение 94 часов (обычно 10-12 часов), в то время как основные части, содержащие мышцы, такие как руки, должны быть реплантированы в течение 6-8 часов, чтобы сохранить жизнеспособность.

## История
Первой успешной реплантацией считается выполненная в 1962 году группой врачей во главе с доктором Рональдом Мальтом из Массачусетского госпиталя в Бостоне (штат Массачусетс, США) операция по восстановлению руки 12-летнего ребёнка. В 1963 году реплантацию кисти успешно провёл китайский врач Чен в 6-й больнице Шанхая, в 1965 году японцы Комацу и Тамаи завершили первую успешную реплантацию полностью ампутированного на уровне пястно-фалангового сустава большого пальца руки 28-летнего мужчины. Две артерии и две вены были анастомозированы с использованием восьми мононитей нейлона и семи плетёных шёлковых швов. Пациент оставался в госпитале в течение 40 дней.
19 января 1977 года реплантацию верхней конечности после её полного травматического отрыва выполнили профессор Николай Леонтьевич Володось и его коллеги (Фото) в Харькове. Случай был описан в центральной прессе («Известия» 1977, «Правда» 1977) и послужил весомым аргументом для официального признания микрохирургии как самостоятельной специальности в советской медицине с открытием специализированных центров в различных городах Советского Союза.
В литературе есть указания, что впервые в медицинской практике операцию реплантации верхних и нижних конечностей разработал и осуществил русский хирург Платон Тихов (1865—1917).
Также есть информация, что первую в медицинской практике реплантацию конечности 18 мая 1959 года осуществил поэт, учёный и фронтовик Ион Деген.

## Известные случаи
Наиболее известной в СССР считается операция по реплантации обеих ступней Расе Прасцевичюте (1983), попавшей под сельскохозяйственную косилку.
Обе ноги были реплантированы попавшему под поезд 7-летнему Алексею Ельникову (1985)
Реплантация обеих рук была выполнена 55-летнему кочегару котельной Петерису Иевиньшу из Гулбене.
Оторванную до плеча левую руку восстановили упавшему на вал работающего пресс-подборщика Джамолодину Гитихмадибирову в Калининской области.
Правую стопу, оторванную в автоаварии, почти через сутки после происшествия удалось удачно реплантировать 15-летнему школьнику Андрею Лысенко из Магаданской области.
На 1985 год во Всесоюзном научном центре хирургии было проведено свыше 50 операций по реплантации конечностей.
В 1992 году операцию по реплантации уха перенесла российская эстрадная артистка Клара Новикова
В 1993 году реплантацию полового члена американцу Джону Боббиту, лишившемуся почти половины органа после семейной ссоры, выполнил доктор Дэвид Берман.